# Saprinus alienus
Saprinus alienus är en skalbaggsart som beskrevs av J. L. Leconte 1851. Saprinus alienus ingår i släktet Saprinus och familjen stumpbaggar. Inga underarter finns listade i Catalogue of Life.